# Alfonso López de Ávila
Alfonso López de Ávila (falecido em 30 de dezembro de 1591) foi um prelado católico romano que serviu como arcebispo de Santafé en Nueva Granada (1591) e arcebispo de Santo Domingo de 1580 a 1591.